# Walter Kutschmann
Walter Kutschmann (Dresde, Alemania, 24 de julio de 1914 - Buenos Aires, Argentina, 30 de agosto de 1986) fue un Untersturmführer de las SS y oficial de la Gestapo, fue responsable de la masacre de 2000 judíos polacos en Lviv, Polonia en 1941.

## Biografía
Walter Kutschmann nació en Dresde en 1914, hijo de un dentista radicado en esa ciudad hanseática, en 1928 se unió a las Juventudes Hitlerianas y en 1932 fue un militar en tierra en la Luftwaffe hasta 1936. Empezó estudios de Derecho; pero abandonó la carrera uniéndose a la Legión Cóndor leales a las fuerzas de Francisco Franco en España participando en la Guerra Civil Española, donde después fue Tercer Secretario del Consulado Alemán en Cádiz.
Empezada la Segunda Guerra Mundial se trasladó a Leipzig donde fue enrolado en las fuerzas de seguridad al mando de Eberhard Schöngarth.
Fue ascendido a Untersturmführer y fue oficial a cargo de un grupo de exterminio Einsatzgruppen que operó en Drohobycz, Polonia.
Bajo su mando, Kutschmann ordenó el fusilamiento de 36 profesores en Leópolis y luego de 1500 intelectuales polacos en la región de Lviv, en Brzeziny y Podhajce en 1942.
En 1944 fue trasladado a París bajo las órdenes del oficial de inteligencia de las SS Hans Günther von Dincklage donde se relacionó brevemente con Coco Chanel en la llamada Operación Modellhut. 
Estando en Francia a fines de 1944, desertó para refugiarse en Vigo, España, bajo la fachada de un fraile carmelita llamado Pedro Ricardo Olmo, residente en Vigo; luego, cuando el gobierno de Franco empezó a desentenderse de los refugiados nazis, en 1947, se amparó en la Red ODESSA y se trasladó por vía marítima en la motonave Monte Amboto bajo la apariencia de un monje católico, arribando a Argentina el 16 de enero de 1948 con un pasaporte español que le otorgó una nueva identidad. Antes de esto, todavía en España, también consta que estuvo retenido durante un tiempo, con nombre falso, en el Campo de concentración de Miranda de Ebro. Fue asimilado como parte del personal directivo de la compañía eléctrica Osram sirviendo como Encargado de Compras. En ese país se casa en agosto de 1973 con una ciudadana de origen alemán llamada Geralda Baeumler, una empresaria del rubro veterinario radicándose en la ciudad balnearia de Miramar.
En junio de 1975 el periodista Alfredo Serra de la revista Gente lo encontró e identificó en Miramar exponiéndolo en un artículo.
El célebre cazador de nazis Simon Wiesenthal lo descubrió y gestionó en Viena la extradición de Kutschmann. La Interpol, previa comprobación de las partidas de ciudadanía y matrimonio (que resultaron falsas), solicitó su detención ante el gobierno argentino siendo detenido en 1975, pero escapó perdiéndose su rastro. Ese mismo año se le canceló su ciudadanía argentina y se realizó un segundo pedido de extradición en 1985 donde fue nuevamente arrestado por funcionarios de la Interpol en la localidad de Vicente López, dada su precaria salud fue mantenido en un hospital prisión en Buenos Aires donde falleció de un ataque cardíaco. Su supuesta esposa fue denunciada a las autoridades por maltrato animal al aplicar eutanasia, por gaseamiento en cámaras, a perros desamparados de la capital bonaerense.